# Pristina
Prishtina eller Pristina (albansk: Prishtinë; serbokroatisk: Приштина, tr. Priština) er hovedstad og største by i Kosovo. Pristina har 211.129(2012-13) indbyggere. Byens gamle navn var Ulpiana (Улпиана).
Prishtinas storbyområde har anslået godt 500.000 indbyggere, hovedsageligt albanere. Der er også grupperinger af serbere, bosniakker og romaer i byen. Indbyggertallet er usikkert pga. manglende folketællinger efter konflikten; der er enkelte, der påstår at så mange som en million mennesker bor i Prishtina. FN-administrationen i Kosovo (UNMIK) har sit hovedkvarter i byen, ligesom den kosovoalbanske overgangsregering og de fleste andre internationale organisationer, som er i Kosovo. Den har gennemgået enorme forbedringer efter krigen.
Prishtina har sin egen lufthavn, "Aeroporti Ndërkombëtar i Prishtinës" (serbokroatisk: Међународни аеродром Приштина, tidligere Слатина-Slatina ), der ligger ca. 20 km udenfor Prishtina i nærheden af byen Fushë Kosovë-Kosovo Polje (Косово Поље, Solsortesletten på serbisk).

## Historie
Den tidligst kendte albanske forfatter, Pjetër Bogdani, kom fra Kosovo. Han udgav bogen "Çeta e profetëve" (Profeters gerilla) i 1555.
I 1912 blev Kosovo invaderet og overtaget af serbiske og montenegrinske styrker i den første balkankrig. Ved London-traktaten i 1913 blev stormagterne England, Tyskland, Rusland, Frankrig, Østrig-Ungarn og Italien enige om at dele Kosovo mellem Serbien og Montenegro, Pristina havnede i den serbiske del. I 1918 blev Prishtina en del af det nyoprettede kongerige Jugoslavien. Før anden verdenskrig blev mange muslimske albanere deporteret til Tyrkiet mod deres vilje.[kilde mangler]
Under anden verdenskrig blev Kosovo indlemmet i det italiensk-okkuperede Stor-Albanien. Dermed øgedes den albanske del af befolkningen. I 1946 blev Pristina den officielle hovedstad for Kosovo. Mellem 1953 og 1999 øgedes befolkningen i byen drastisk fra ca. 24.000 til nærmere 300.000. Alle grupperinger øgedes i denne periode, men den største øgning var blandt den albanske del. Ved starten af 1980 var 70 % af befolkningen af albansk etnicitet.

### Prishtina under Kosovokonflikten
I 1990 inddrog Slobodan Milošević Kosovos autonomi. Derefter blev et hårdt regime indført som førte til at de fleste højtstående positioner blev forbeholdt serbere. Pristina Universitet blev betragtet som et hovedsæde for albansk nationalisme og blev derfor renset for albanere. 800 lærere blev fyret, og mellem 22.000 og 23.000 studerende blev udvist. Under ledelse af Ibrahim Rugova oprettede albanerne deres egen "skyggeregering" med LDK som det ledende partiet. De oprettede en parallel infrastruktur og kunne tilbyde uddannelse og gratis sundhedsvæsen til den albanske befolkning, noget som blev gjort muligt ved private donationer.
Fra 1996 begyndte UÇK (Ushtria Çlirimtare e Kosovës, Kosovos Befrielseshær) at angribe jugoslaviske interesser. Prishtina var hovedsageligt rolig indtil fuld krig brød ud i Kosovo i marts 1999, da NATO begyndte sine bombetogter. Flere bygninger i centrum blev bombet, blandt andet hovedkvarteret for det serbiske politi ved sports- og handelscenteret Boro i Ramiz. Store del af den albanske befolkning blev deporteret under krigen. FN anslog at ca. 120.000 mennesker blev drevet fra deres hjem. Efter afslutningen af krigen flygtede næsten alle byens 45.000 serbiske indbyggere fra Kosovo. I dag bor kun nogle hundrede serbere i byen.

## Billeder
- Regeringsbygningen i Kosovo
- UNMIKs bygninger i Prishtina
- Skanderbeg-statue i Prishtina
- Kuppeltaget af den gamle Tyrkiske badeanstalt (Hamami) i Prishtina, set ovenfra
- Grand Hotel Prishtina
- Kristus Frelseren Katedralen
- Moder Teresas allé
- Bill Clinton Boulevard i Pristina 2013